# Нгари
Нгари (тиб. མངའ་རིས་ས་ཁུལ་, кит. упр. 阿里, пиньинь Ālǐ) — округ в Тибетском автономном районе КНР. Органы управления округа размещаются в уезде Буранг.

## География
Нгари располагается в северном Тибете на высоте 4 500 метров над уровнем моря, в 1 600 километрах от Лхасы. На территории округа расположен регион Аксайчин, на который предъявляет претензии Индия.
Озеро Манасаровар находится на высоте 4 588 метров над уровнем моря, покрывает территорию 412 квадратных километров и имеет максимальную глубину 70 метров.

## История
Часть исторической области У-Цанг. В средние века здесь находилось царство Гуге. В середине XVII века царство было уничтожено войсками Ладакха, которые были затем изгнаны тибетцами с помощью ойратов, и этот регион перешёл под власть далай-ламы.
После вхождения Тибета в состав КНР в 1954 году был учреждён пост «управляющего Нгари» (阿里总管). В 1960 году был образован Специальный район Нгари (阿里专区), в состав которого вошло 7 уездов, образованных на основе бывших дзонгов. В 1962 году уезд Джонгба был переведён в состав Специального района Шигадзе, и в Специальном районе Нгари осталось 6 уездов. В 1970 году Специальный район Нгари был переименован в Округ Нгари и передан в состав Синьцзян-Уйгурского автономного района. В 1979 году округ Нгари был возвращён в состав Тибетского автономного района.

## Религия
Нгари знаменит благодаря двум святыням: горе Кайлаш (также известна как Сумеру) и озеру Манасаровар. Высота Кайлаш — 6 714 метров над уровнем моря, это главный пик горного хребта Кангдисе (также известного как хребет Кайлас). Святые гора и озеро имеют большое значение в таких религиях, как буддизм, индуизм и бон. Это привлекает большое количество паломников и туристов из различных стран, главным образом из Китая, Великобритании, Соединённых Штатов, Пакистана, Бутана, Непала, Индии, Австрии, Швейцарии. Вокруг горы Кайлаш расположены четыре древних монастыря: Жабура, Квойгу, Жери и Жожуб.

## Административно-территориальное деление
Округ Нгари делится на 7 уездов:
| Карта | Карта  | Карта    | Карта     | Карта       | Карта     | Карта             | Карта            | Карта         | Карта                      |
| ----- | ------ | -------- | --------- | ----------- | --------- | ----------------- | ---------------- | ------------- | -------------------------- |
|       |        |          |           |             |           |                   |                  |               |                            |
| #     | Статус | Название | Иероглифы | Пиньинь     | Тибетский | Вайли             | Население (2010) | Площадь (км²) | Плотность населения (/км²) |
| 1     | Уезд   | Гар      | 噶尔县    | Gá'ěr xiàn  | སྒར་རྫོང་    | sgar rdzong       | 8,334            | 13,179        | 0.8                        |
| 2     | Уезд   | Буранг   | 普兰县    | Pǔlán xiàn  | སྤུ་ཧྲེང་རྫོང་  | spu hreng rdzong  | 9,058            | 24,602        | 0.4                        |
| 3     | Уезд   | Дзанда   | 札达县    | Zhádá xiàn  | རྩ་མདའ་རྫོང་ | rtsa mda' rdzong  | 7,179            | 18,083        | 0.6                        |
| 4     | Уезд   | Рутог    | 日土县    | Rìtǔ xiàn   | རུ་ཐོག་རྫོང་  | ru thog rdzong    | 9,485            | 77,096        | 0.1                        |
| 5     | Уезд   | Гегьэ    | 革吉县    | Géjí xiàn   | དགེ་རྒྱས་རྫོང་ | dge rgyas rdzong  | 15,875           | 46,117        | 0.2                        |
| 6     | Уезд   | Гердзе   | 改则县    | Gǎizé xiàn  | སྒེར་རྩེ་རྫོང་  | sger rtse rdzong  | 22,284           | 135,025       | 0.1                        |
| 7     | Уезд   | Цочен    | 措勤县    | Cuòqín xiàn | མཚོ་ཆེན་རྫོང་ | mtsho chen rdzong | 14,378           | 22,980        | 0.4                        |

## Экономика
В первом полугодии 2021 года округ Нгари принял более 430 тыс. туристов, доходы от туризма достигли 498 млн юаней.

## Транспорт
Через территорию округа проходит Годао 219.
Аэропорт Нгари Гунса, который начал функционировать 1 июля 2010 года, стал четвёртым гражданским аэропортом на «Крыше Мира» (остальные три — это Гонгар, Бамда и Ньянгчи).